# Je sais tout
Je sais tout va ser una revista mensual francesa fundada per Pierre Lafitte el 1905. És coneguda per les obres de Maurice Leblanc i en particular per les aventures d'Arsène Lupin, que es van començar a publicar el 1907.
La revista apareixia el dia 15 de cada mes, però la seva publicació es va interrompre a partir de l'agost de 1914 fins a finals de 1914. El format de la revista era generalment de 17,5 per 24,5 cm, i contenia més de 100 pàgines. El logotip de la revista va ser creat per Jules-Alexandre Grün. Les xifres de difusió inicials es van estimar en aproximadament 250.000 exemplars. La seu de la revista era a París.

## Les aventures d'Arsène Lupin
- Arsène Lupin, gentleman-cambrioleur, publicat en nou parts en els números 6, 11, 12, 13, 15, 16, 17, 18 i 28, des del juliol de 1905 fins al maig de 1907
- Arsène Lupin contre Herlock Sholmès, publicat en dues parts des del novembre de 1906 fins a l'octubre de 1907
- L'Aiguille creuse, publicat des del novembre 1908 fins al maig de 1909
- Les Confidences d'Arsène Lupin, publicat en nou parts des de l'abril de 1911 fins al juny de 1913